# Milliard
Pour les articles homonymes, voir Milliard (homonymie).
Ne doit pas être confondu avec billion.

Visualisation de 1 milliard.

Un milliard (1 000 000 000) (109) est l'entier naturel qui suit neuf cent quatre-vingt-dix-neuf millions neuf cent quatre-vingt-dix-neuf mille neuf cent quatre-vingt-dix-neuf ou neuf cent nonante-neuf millions neuf cent nonante-neuf mille neuf cent nonante-neuf (999 999 999) et précède un milliard un (1 000 000 001). Il est aussi égal à Dix multiplié par lui-même neuf fois (10 × 10 × 10 × 10 × 10 × 10 × 10 × 10 × 10). Il vaut un millier de millions. Mille milliards est égal à un billion en échelle longue.
Dans le Système international d'unités, milliard est noté par le préfixe G (giga). Dans certains contextes, « milliard » est abrégé en Mrd,.

## Terminologie anglaise
Dans la langue anglaise courante, ce nombre est généralement appelé one billion. Ce qui peut entrainer une confusion avec d'autres langues, dont le français, pour lesquelles un billion signifie un million de millions, soit mille milliards (ou 1 000 000 000 000 ou 1×1012).

## Ordre de grandeur
A est un cube ; B est constitué de 1 000 cubes de type A. C est constitué de 1 000 cubes de type B et D, de 1 000 cubes de type C.
Ainsi, il y a 1 million de cubes A dans le cube C et 1 milliard de cubes A dans le cube D. De même, par exemple, il y a un milliard de millimètres cubes d'eau dans un mètre cube d'eau.

Cubes de mille petits cubes, en chaine.

## Orthographe et grammaire
Son origine remonte aux ouvrages de Jean Trenchant, arithméticien lyonnais du XVIe siècle, qui le premier emploie le mot milliard, écrit « miliars », pour noter 1 000 millions.
Le mot milliard (tout comme millier et million, et à la différence de cent ou vingt) est un substantif et ne fait pas réellement partie du nombre. La mise graphique au pluriel doit donc être systématique :
- 1,38 milliard (inférieur à 2) ;
- 5,5 milliards (supérieur ou égal à 2).

Le rapport de 1990 sur les rectifications orthographiques propose de nouvelles règles sur les traits d'union. On écrit les numéraux composés avec des traits d'union entre chaque élément (ex. : vingt-et-un-mille-trois-cent-deux). Mais milliard (tout comme millier et million) étant un substantif, il n'est pas concerné par cette rectification et ne prendra donc de trait d'union ni avant, ni après (ex. : cinq-cents milliards six-cent-quatre-vingt-dix-sept-mille).
Lorsqu'il s'applique à un nom, il est suivi de la préposition « de », y compris s'il est écrit en chiffres,, sauf si le nom est écrit sous sa forme symbolique :
- trois milliards de litres ;
- 3 000 000 000 de litres ;
- 3 000 000 000 L ou 3 000 000 000 l.

Cette règle ne s'applique pas lorsqu'il est suivi d'un déterminant numéral : trois milliards deux-cent-mille litres.